# Sauveterre, Gard
Sauveterre este o comună în departamentul Gard din sudul Franței. În 2009 avea o populație de 1.815 de locuitori.

## Evoluția populației
| An        | 1975 | 1982  | 1990  | 1999  | 2006  | 2009  |
| --------- | ---- | ----- | ----- | ----- | ----- | ----- |
| Populație | 911  | 1.159 | 1.378 | 1.696 | 1.793 | 1.815 |